# The Irish Rovers
The Irish Rovers er en gruppe af irske musikere fra Toronto, Canada. Gruppen blev dannet i 1963 og tog navn efter den traditionelle sang "The Irish Rover". De er bedst kendt for deres internationale tv-serie, hvor de bidrag til at popularisere irsk folkemusik i Nordamerika, og for deres sange "The Unicorn", "Drunken Sailor", "Wasn't That a Party", "The Orange and the Green", "Whiskey on a Sunday", "Lily the Pink" og "The Black Velvet Band".
Der primære stemmer i bandets tidligere sange var Will Millar (tenor), Jimmy Ferguson (baryton), George Millar og Joe Millar, men i deres seneste 20 år har det også været John Reynolds og Ian Millar. Wilcil McDowells harmonikaspil har været en signaturlyd for bandet igennem hele deres karriere.
George Millar og hans fætter Ian er begge fra Ballymena, Davey Walker fra Armagh, Sean O'Driscoll fra Cork, Gerry O'Connor fra Dundalk, mens Morris Crum er fra Carnlough og percussionist Fred Graham er fra Belfast. Fløjtenisten Geoffrey Kelly blev født i Dumfries, Skotland.
I 1980'erne omdøbte gruppen sig kortvarigt til The Rovers. I denne periode ledte deres sang "Wasn't That a Party" til en crossoversucces i country rockgenren.
The Irish Rovers har repræsenteret Canada ved fem Verdensudstillinger; Montreal (1967), Osaka, Japan (1970), Okinawa, Japan (1976), Vancouver (1986) og Brisbane, Australien (1988). I 2018 blev de æret som en af Irlands største eksporter i EPIC The Irish Emigration Museum i Dublin.

## Personel

### Nuværende medlemmer
- George Millar – vokal, guitar, bouzouki (1963–nu)
- Wilcil McDowell – harmonika(1968–nu, stoppede med at turnere i 2018)
- Sean O'Driscoll – mandolin, tenor banjo, bouzouki, guitar, vokal (1997–nu)
- Ian Millar – vokal, basguitar, guitar (2005–nu)
- Fred Graham – trommer, bodhran, bones, vokal (2007–nu)
- Geoffrey Kelly – tin whistle, fløjte, uilleann pipes, vokal (2008–nu)
- Morris Crum – accordion, keyboards, vokal (2012–nu)
- Gerry O'Connor – violin(2013–nu)
- Davey Walker – keyboards, vokal(2019–nu)

### Tidligere members
- Will Millar – vokal, guitar, banjo, mandolin, tin whistle (1964–94)
- Jimmy Ferguson – vokal(1963–97; død1997)
- Joe Millar – vokal, harmonika, harmonica, bass guitar (1963–68, 1969–2005)
- Kevin McKeown – trommer, bodhran, bones, vocals (1984–2008)
- John Reynolds – vokal, guitar, harmonica (1986–2012)
- Wallace Hood – mandolin, Irish bouzouki, cistern, tenorbanjo, guitar, tin whistle (1995–2005)
- Paul Lawton – trommer, bodhran, bones (2002–2005)

## Hæder
- 1968 Vinder, RPM Awards (forgængeren til Juno Award), "Folk Group of the Year"
- 1968 Grammy Award nomineret, "Folk Performance of the Year”
- 1971 Vinder, ACTRA Award, Best Variety Performance
- 1975 Juno Award nomineret, Best Album Cover, "Emigrate! Emigrate!”
- 1979 Vinder, PROCAN Harold Moon Award for International Achievement for TV Program
- 1981 Juno Award nomineret, Single of the Year, "Wasn’t That A Party”
- 1981 Juno Award nomineret, Folk Artist of the Year
- 1982 Juno Award nomineret, Group of the Year
- 1982 Juno Award nomineret, Country Group of the Year
- 1982 Juno Award nomineret, Folk Artist of the Year
- 1983 Juno Award nomineret, Country Group of the Year
- 2010 Vinder , VIMA Award (Vancouver Island Music Awards), SOCAN Song of the Year, "Gracehill Fair"
- 2023 Canadian Folk Music Awards nomineret, Single of the Year, "Hey Boys Sing Us A Song”

## Diskografi

### Albums
| År   | Album                                       | Højest ehitlisteplacering | Højest ehitlisteplacering | Højest ehitlisteplacering | Højest ehitlisteplacering | Højest ehitlisteplacering |
| År   | Album                                       | CAN                       | CAN Country               | US                        | US Country                | US World                  |
| ---- | ------------------------------------------- | ------------------------- | ------------------------- | ------------------------- | ------------------------- | ------------------------- |
| 1966 | The First of the Irish Rovers               | —                         | —                         | —                         | —                         | —                         |
| 1967 | The Unicorn                                 | —                         | —                         | 24                        | —                         | —                         |
| 1968 | All Hung Up                                 | —                         | —                         | 119                       | —                         | —                         |
| 1969 | The Life of the Rover                       | —                         | —                         | —                         | —                         | —                         |
| 1969 | Tales to Warm Your Mind                     | —                         | —                         | 182                       | —                         | —                         |
| 1971 | On the Shores of Americay                   | 73                        | —                         | —                         | —                         | —                         |
| 1972 | The Best of the Irish Rovers                | —                         | —                         | —                         | —                         | —                         |
| 1972 | The Irish Rovers Live                       | —                         | —                         | —                         | —                         | —                         |
| 1973 | Emigrate! Emigrate!                         | —                         | —                         | —                         | —                         | —                         |
| 1974 | Greatest Hits                               | —                         | —                         | —                         | —                         | —                         |
| 1976 | Children of the Unicorn                     | —                         | —                         | —                         | —                         | —                         |
| 1976 | The Irish Rovers in Australia               | —                         | —                         | —                         | —                         | —                         |
| 1979 | Tall Ships and Salty Dogs                   | —                         | —                         | —                         | —                         | —                         |
| 1980 | The Rovers                                  | 26                        | 1                         | —                         | —                         | —                         |
| 1980 | Wasn't That a Party                         | —                         | —                         | 157                       | 38                        | —                         |
| 1981 | No More Bread and Butter                    | —                         | —                         | —                         | —                         | —                         |
| 1982 | Party Album                                 | —                         | —                         | —                         | —                         | —                         |
| 1982 | Pain in My Past                             | —                         | —                         | —                         | —                         | —                         |
| 1982 | It Was a Night Like This                    | —                         | —                         | —                         | —                         | —                         |
| 1984 | Twentieth Anniversary                       | —                         | —                         | —                         | —                         | —                         |
| 1985 | Party with the Rovers                       | —                         | —                         | —                         | —                         | —                         |
| 1989 | Hardstuff                                   | 67                        | —                         | —                         | —                         | —                         |
| 1989 | Silver Anniversary                          | —                         | —                         | —                         | —                         | —                         |
| 1992 | The Boys Come Rolling Home                  | —                         | —                         | —                         | —                         | —                         |
| 1993 | Years May Come, Years May Go                | —                         | —                         | —                         | —                         | —                         |
| 1994 | Celebrate! The First 30 Years               | —                         | —                         | —                         | —                         | —                         |
| 1995 | Celtic Collection: The Next Thirty Years    | —                         | —                         | —                         | —                         | —                         |
| 1996 | The Irish Rovers' Gems                      | —                         | —                         | —                         | —                         | —                         |
| 1998 | Come Fill Up Your Glasses                   | —                         | —                         | —                         | —                         | —                         |
| 1999 | Best of the Irish Rovers                    | 93                        | —                         | —                         | —                         | 14                        |
| 1999 | Songs of Christmas                          | —                         | —                         | —                         | —                         | —                         |
| 2000 | Down by the Lagan Side                      | —                         | —                         | —                         | —                         | —                         |
| 2002 | Another Round                               | —                         | —                         | —                         | —                         | —                         |
| 2003 | Live in Concert                             | —                         | —                         | —                         | —                         | —                         |
| 2005 | 40 Years a-Rovin'                           | —                         | —                         | —                         | —                         | —                         |
| 2007 | Still Rovin' After All These Years          | —                         | —                         | —                         | —                         | —                         |
| 2010 | Gracehill Fair                              | —                         | —                         | —                         | —                         | —                         |
| 2011 | Home in Ireland                             | —                         | —                         | —                         | —                         | 11                        |
| 2011 | Merry Merry Time of Year                    | —                         | —                         | —                         | —                         | —                         |
| 2012 | Drunken Sailor                              | —                         | —                         | —                         | —                         | —                         |
| 2014 | 50 Years                                    | —                         | —                         | —                         | —                         | —                         |
| 2015 | Songs for the Wee Folk                      | —                         | —                         | —                         | —                         | —                         |
| 2016 | 50th Anniversary, LIVE on St. Patrick's Day | —                         | —                         | —                         | —                         | —                         |
| 2017 | The Unicorn, The Continuing Story           | —                         | —                         | —                         | —                         | —                         |
| 2019 | Up Among the Heather, The Scottish Album    | —                         | —                         | —                         | —                         | —                         |
| 2020 | Saints And Sinners                          | —                         | —                         | —                         | —                         | —                         |

### Single
| År   | Single                                         | Hitlisteplacering | Hitlisteplacering | Hitlisteplacering | Hitlisteplacering | Hitlisteplacering | Hitlisteplacering | Hitlisteplacering |
| År   | Single                                         | CAN               | CAN AC            | CAN Country       | AUS               | IRL               | US                | US AC             |
| ---- | ---------------------------------------------- | ----------------- | ----------------- | ----------------- | ----------------- | ----------------- | ----------------- | ----------------- |
| 1967 | "Orange & Green"                               | —                 | —                 | —                 | —                 | —                 | —                 | —                 |
| 1968 | "The Unicorn"                                  | 4                 | —                 | —                 | —                 | 5                 | 7                 | 2                 |
| 1968 | "Black Velvet Band"                            | —                 | —                 | —                 | —                 | —                 | —                 | —                 |
| 1968 | "Whiskey on a Sunday (The Puppet Song)"        | 34                | —                 | —                 | —                 | —                 | 75                | 9                 |
| 1968 | "The Biplane, Ever More"                       | 50                | —                 | —                 | —                 | —                 | 91                | 13                |
| 1968 | "The Rovers Street Song Medley" (uudgivet)     | —                 | —                 | —                 | —                 | —                 | —                 | —                 |
| 1969 | "Lily the Pink"                                | 38                | 7                 | —                 | —                 | —                 | 113               | 15                |
| 1969 | "Peter Knight"                                 | 98                | —                 | —                 | —                 | —                 | —                 | —                 |
| 1969 | "Did She Mention My Name"                      | —                 | —                 | —                 | —                 | —                 | —                 | —                 |
| 1970 | "Rhymes and Reasons"                           | 76                | 11                | —                 | 83                | —                 | —                 | —                 |
| 1970 | "Years May Come, Years May Go"                 | 92                | 9                 | —                 | —                 | —                 | —                 | —                 |
| 1972 | "Lord of the Dance"                            | —                 | 26                | —                 | —                 | —                 | —                 | —                 |
| 1973 | "Morningtown Ride"                             | 83                | 39                | —                 | —                 | —                 | —                 | —                 |
| 1974 | "The Gypsy"                                    | —                 | 30                | —                 | —                 | —                 | —                 | —                 |
| 1980 | "Wasn't That a Party" (som The Rovers)         | 3                 | 1                 | 9                 | 61                | —                 | 37                | 46                |
| 1981 | "Mexican Girl"                                 | —                 | 6                 | 43                | —                 | —                 | —                 | —                 |
| 1981 | "Chattanoogie Shoe Shine Boy"                  | —                 | 10                | —                 | —                 | —                 | —                 | —                 |
| 1982 | "Pain in My Past"                              | —                 | —                 | 39                | —                 | —                 | —                 | —                 |
| 1982 | "People Who Read People Magazine"              | —                 | —                 | —                 | —                 | —                 | —                 | —                 |
| 1982 | "Grandma Got Run Over by a Reindeer"           | —                 | 20                | —                 | —                 | —                 | —                 | —                 |
| 1985 | "Everybody's Making It Big but Me"             | —                 | 10                | 38                | —                 | —                 | —                 | —                 |
| 1986 | "Donald Where's Your Troosers?"                | 42                | 10                | 38                | —                 | 66                | —                 | —                 |
| 1989 | "Other Side of the Evening", "Finnegan's Wake" | —                 | —                 | —                 | —                 | —                 | —                 | —                 |
| 1989 | "All Sing Together", "Paddy on the Turnpike"   | —                 | —                 | —                 | —                 | —                 | —                 | —                 |
| 2012 | "The Titanic"                                  | —                 | —                 | —                 | —                 | —                 | —                 | —                 |
| 2012 | "Whores and Hounds"                            | —                 | —                 | —                 | —                 | —                 | —                 | —                 |
| 2020 | "The Irish Reggae Band"                        | —                 | —                 | —                 | —                 | —                 | —                 | —                 |

## TV

### TV specials / VHS eller DVD
- America's Music: Folk 1 [Volume 7] – VHS, 1983
- Party with the Rovers – VHS, 1988
- The Irish Rovers Silver Anniversary – CBC, 1989
- The Irish Rovers Celebrate 30 Years – CBC,1994
- Celebrate! The First Thirty Years – VHS, 1994
- Live and Well – VHS, 1995
- Home In Ireland – PBS TV / DVD, 2011
- The Irish Rovers Christmas – PBS TV / DVD, 2012
- 50th Anniversary, LIVE on St. Patrick's Day – SHAW TV on Demand / 2 DVD Set, 2017

### Tv-serier
- The Irish Rovers – 1971, 7 år. CBC
- The Rovers Comedy House – 1981, 2 år. Global Television / Ulster TV
- Party with The Rovers – 1984, 3 år. Global Television / Ulster TV
- Superspecial – 1980's. CBC